# 楊二酉
楊二酉（1705年—1780年），字學山，號西園，山西太原人，清朝政治人物。

## 生平
楊二酉於康熙四十四年（1705年）生于山西。雍正十一年（1733年）中癸丑科進士，選翰林院庶吉士，散館授編修。乾隆四年（1739年）以御史身分巡視台灣並兼理學政。任內選諸生建海東書院。乾隆六年（1741年）返京任職。
乾隆十二年（1747年），福建巡撫上奏朝廷乾隆四年以來歷任巡臺御史除了養廉銀之外，強索各縣輪值供應，而巡臺出巡南北兩路，所有夫車等項均強加各縣措辦，又復濫准差拘，多留胥役，滋擾地方等語。因此，他以「積習相沿，因循滋弊」罪名被革職留任查辦。他之後返回山西。並在山西研究與保護晉祠，頗有成果。

## 外部連結
- 臺灣歷史人物小傳—明清暨日據時期

| 官衔          | 官衔                                          | 官衔        |
| ------------- | --------------------------------------------- | ----------- |
| 前任： 單德謨 | 巡視台灣監察御史（漢） 乾隆四年（1739年）上任 | 繼任： 張湄 |